# Beovizija
Beovizija (Servisch: Беовизија) is de voormalige selectiemethode van Servië op het Eurovisiesongfestival. Tussen 2003 en 2006 maakte het samen met Montevizija deel uit van de selectiemethode Evropesma. Nadat Servië en Montenegro allebei onafhankelijk werden, werd Beovizija de directe Servische selectiemethode voor het Songfestival. Tussen 2010 en 2017 werd het niet gehouden. In 2018 werd Beovizija opnieuw van stal gehaald. De naam is een samenstelling van Beograd (Belgrado) en Jugovizija, dat vroeger de voorronde voor het Eurovisiesongfestival in Joegoslavië was. In 2022 werd het contract tussen de Servische openbare omroep en de organisatoren van Beovizija verbroken. Het festival bleef bestaan maar werd niet langer gebruikt als nationale preselectie voor het Eurovisiesongfestival. Als nationale selectie werd Beovizija opgevolgd door Pesma za Evroviziju.

## Historie

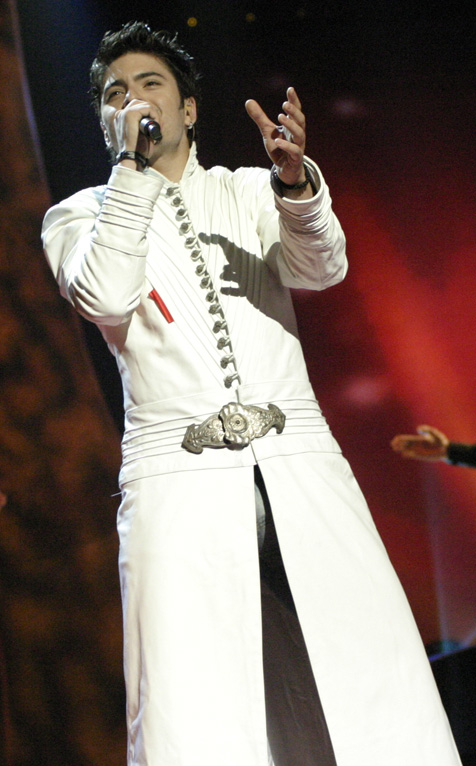
Toše Proeski

De eerste editie vond plaats in 2003. Het was de bedoeling dat het land dat jaar meedeed aan het songfestival, maar het werd net als Wit-Rusland en Albanië afgewezen zodat ze een jaar moesten wachten. De winnaar van het eerste festival was Toše Proeski, hij won met een liedje van Željko Joksimović die in 2005 ook weer het winnend lied zou componeren. Het lied won met veel voorsprong, een jaar later zou Toše voor zijn vaderland Macedonië naar het songfestival gaan.
In 2004 deed Servië & Montenegro wel mee aan het songfestival, de top 4 van Beovizija mocht naar de finale Evropesma waar al 20 kandidaten voor geplaatst waren., maar daar werd de groep Negativ slechts vierde, Željko Joksimović die het voorgaande jaar het winnende lied componeerde zong zichzelf in die finale naar de overwinning en won de halve finale in Istanboel en de finale werd hij knap tweede. Martin Vucic was ook een kandidaat in Beovizija, hij zou in 2005 Macedonië vertegenwoordigen op het songfestival. De laatste Joegoslaafse inzending Extra Nena uit 1992 was ook van de partij maar eindigde slechts twaalfde.
In 2005 organiseerden de Montenegrijnse omroep ook een eigen voorronde, Montevizija. Uit elke voorronde werden de 12 beste liedjes geselecteerd. De winnaars van die twee voorronden kwamen tegen elkaar uit in de finale Evropesma, Evropjesma. Deze was in 2005 erg controversieel. Er waren acht juryleden (vier uit Servië en vier uit Montenegro, de Servische jury gaf 44 van de 48 te verdelen punten aan Jelena Tomašević, terwijl de Montenegrijnse jury nul punten van de 48 gaf, wat erg verdacht was. Aangezien de Servische jury niet zo oneerlijk was en wel punten aan de Montenegrijnse favoriet gaf, mocht deze naar het songfestival, waar ze mooi zevende eindigde.
In 2006 was hetzelfde scenario als het jaar ervoor. De Servische kandidaat werd volledig genegeerd door de Montenegrijnen. De winnaar van Montevizija werd slechts derde, maar de tweede uit die selectie, de groep No Name won. Zij wonnen vorig jaar ook op dezelfde oneerlijke manier. Het publiek verliet al fluitend de zaal en het was de Servische winnaar die opnieuw hun lied zong omdat No Name dit weigerde.
Helaas pikte de Servische omroep dit niet en ze weigerden No Name af te vaardigen, het escaleerde zelfs zo erg dat ze hun inzending terugtrokken en een jaar thuis bleven. 
In 2006 beslisten de Montenegrijnen dat ze voortaan als onafhankelijk land door het leven willen gaan. Dit betekende de doodsteek voor de nationale finale Evropesma, Beovizija zou dus vanaf 2007 de Servische kandidaat aanduiden.
In 2008 nam Jelena Tomašević revanche, drie jaar na haar gestolen overwinning, ook dit keer won ze met een compositie van Željko Joksimović. In 2009 wonnen Marko Kon & Milan Nikolić. Op het Eurovisiesongfestival wisten ze de finale niet te bereiken. Mede hierdoor werd er in 2010 een ander format gekozen om de Servische kandidaat te kiezen en werd Beovizija dus stopgezet.
In 2018 maakte Beovizija zijn wederoptreden als nationale preselectie voor het Eurovisiesongfestival. Ook in 2019 en 2020 werd de Servische act voor het Eurovisiesongfestival via Beovizija geselecteerd. Na een jaar afwezigheid vanwege de COVID-19-pandemie keerde Beovizija in 2022 terug, zij het niet langer als nationale preselectie.

## Winnaars

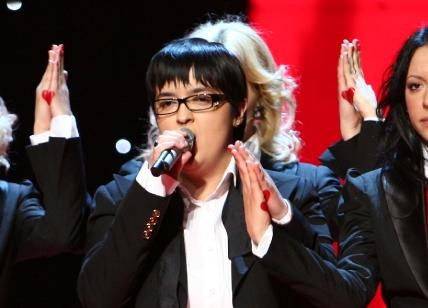
Marija Šerifović

| Jaar                                          | Artiest                       | Lied                          |
| Als preselectie van Evropesma                 | Als preselectie van Evropesma | Als preselectie van Evropesma |
| --------------------------------------------- | ----------------------------- | ----------------------------- |
| 2003                                          | Toše Proeski                  | Cija si                       |
| 2004                                          | Negativ                       | Zbunjena                      |
| 2005                                          | Jelena Tomašević              | Jutro                         |
| 2006                                          | Flamingosi feat. Louis        | Ludi letnji ples              |
| Als preselectie van het Eurovisiesongfestival |                               |                               |
| 2007                                          | Marija Šerifović              | Molitva                       |
| 2008                                          | Jelena Tomašević              | Oro                           |
| 2009                                          | Marko Kon & Milan Nikolić     | Cipela                        |
| 2018                                          | Sanja Ilić & Balkanika        | Nova deca                     |
| 2019                                          | Nevena Božović                | Kruna                         |
| 2020                                          | Hurricane                     | Hasta la vista                |